# Ароса (футбольний клуб)
«Ароса» (ісп. Arosa) — іспанський футбольний клуб, який базується у муніципалітеті Вілагарсія-де-Ароуса. Заснований у 1945 році.